# In the Hall of Mirrors
In the Hall of Mirrors est un album de compositions de John Zorn jouées par le trio composé de Stephen Gosling, Greg Cohen et Tyshawn Sorey. La particularité de ces compositions est que la partie de piano est complètement écrite, alors que l'accompagnement basse/ batterie est improvisé. La pièce Illuminations a été enregistrée une première fois sur l'album Rimbaud avec une rythmique différente.

## Titres
| No | Titre              | Durée |
| -- | ------------------ | ----- |
| 1. | Epode              | 5:47  |
| 2. | Maldoror           | 10:08 |
| 3. | Tender Buttons     | 4:51  |
| 4. | In Lovely Blueness | 11:01 |
| 5. | Illuminations      | 12:09 |
| 6. | Nightwood          | 4:49  |

## Personnel
- Greg Cohen – contrebasse
- Stephen Gosling – piano
- Tyshawn Sorey – batterie